# Miraclathurella herminea
Miraclathurella herminea é uma espécie de gastrópode do gênero Miraclathurella, pertencente a família Pseudomelatomidae.